# Escuròlas
Escuròlas (en francès Escurolles) és un municipi francès, situat al departament de l'Alier i a la regió d'Alvèrnia-Roine-Alps. L'any 2007 tenia 723 habitants.

## Demografia

### Població
El 2007 la població de fet d'Escurolles era de 723 persones. Hi havia 262 famílies de les quals 60 eren unipersonals (36 homes vivint sols i 24 dones vivint soles), 89 parelles sense fills, 93 parelles amb fills i 20 famílies monoparentals amb fills.
La població ha evolucionat segons el següent gràfic:
Habitants censats

### Habitatges
El 2007 hi havia 326 habitatges, 278 eren l'habitatge principal de la família, 17 eren segones residències i 30 estaven desocupats. 321 eren cases i 3 eren apartaments. Dels 278 habitatges principals, 204 estaven ocupats pels seus propietaris, 64 estaven llogats i ocupats pels llogaters i 10 estaven cedits a títol gratuït; 2 tenien una cambra, 6 en tenien dues, 37 en tenien tres, 94 en tenien quatre i 139 en tenien cinc o més. 196 habitatges disposaven pel capbaix d'una plaça de pàrquing. A 122 habitatges hi havia un automòbil i a 132 n'hi havia dos o més.

### Piràmide de població
La piràmide de població per edats i sexe el 2009 era:
| Homes | Edats   | Dones |
| ----- | ------- | ----- |
| 0     | 95 o +  | 0     |
| 4     | 90 a 94 | 4     |
| 0     | 85 a 89 | 8     |
| 4     | 80 a 84 | 12    |
| 16    | 75 a 79 | 8     |
| 12    | 70 a 74 | 16    |
| 24    | 65 a 69 | 12    |
| 24    | 60 a 64 | 24    |
| 16    | 55 a 59 | 20    |
| 28    | 50 a 54 | 28    |
| 36    | 45 a 49 | 20    |
| 28    | 40 a 44 | 28    |
| 32    | 35 a 39 | 24    |
| 24    | 30 a 34 | 16    |
| 24    | 25 a 29 | 16    |
| 32    | 20 a 24 | 12    |
| 28    | 15 a 19 | 24    |
| 16    | 10 a 14 | 40    |
| 4     | 5 a 9   | 4     |
| 20    | 0 a 4   | 12    |

## Economia
El 2007 la població en edat de treballar era de 452 persones, 328 eren actives i 124 eren inactives. De les 328 persones actives 292 estaven ocupades (167 homes i 125 dones) i 35 estaven aturades (16 homes i 19 dones). De les 124 persones inactives 34 estaven jubilades, 50 estaven estudiant i 40 estaven classificades com a «altres inactius».

### Ingressos
El 2009 a Escurolles hi havia 285 unitats fiscals que integraven 704 persones, la mediana anual d'ingressos fiscals per persona era de 17.576 €.

### Activitats econòmiques
Dels 22 establiments que hi havia el 2007, 2 eren d'empreses alimentàries, 2 d'empreses de fabricació d'altres productes industrials, 3 d'empreses de construcció, 4 d'empreses de comerç i reparació d'automòbils, 1 d'una empresa de transport, 1 d'una empresa d'hostatgeria i restauració, 2 d'empreses de serveis, 5 d'entitats de l'administració pública i 2 d'empreses classificades com a «altres activitats de serveis».
Dels 6 establiments de servei als particulars que hi havia el 2009, 1 era una funerària, 1 paleta, 2 electricistes i 2 perruqueries.
Dels 2 establiments comercials que hi havia el 2009, 1 era una botiga de menys de 120 m² i 1 una fleca.
L'any 2000 a Escurolles hi havia 22 explotacions agrícoles que ocupaven un total de 1.068 hectàrees.

## Equipaments sanitaris i escolars
El 2009 hi havia una escola elemental integrada dins d'un grup escolar amb les comunes properes formant una escola dispersa.

## Poblacions més properes
El següent diagrama mostra les poblacions més properes.